# Storbritannien (ø)
|  | Denne artikel handler om øen Storbritannien, som ofte forveksles med staten Storbritannien. |
Storbritannien (britisk engelsk: Great Britain) er geografisk set en ø som ligger i Atlanterhavet nordvest for kontinentet Europa. Storbritannien udgør det største sammenhængende område i staten Storbritannien.
Øen Storbritannien, som er den største af de Britiske Øer, har et areal på 229.850 km². Med et befolkningstal på 57 millioner[kilde mangler] er øen verdens tredje mest befolkede ø.
Øen Storbritannien (engelsk: Great Britain) forveksles i Danmark ofte med staten Storbritannien (engelsk: United Kingdom), da de på dansk – i modsætning til engelsk – har samme navn.
Øen Storbritannien blev skilt fra Europa for ca. 200.000 år siden i Holsten-mellemistiden, da en massiv vandstrøm flyttede en stor mængde materiale fra det område, der nu udgør den Engelske Kanal.